# Koning Albertpark (Gent)

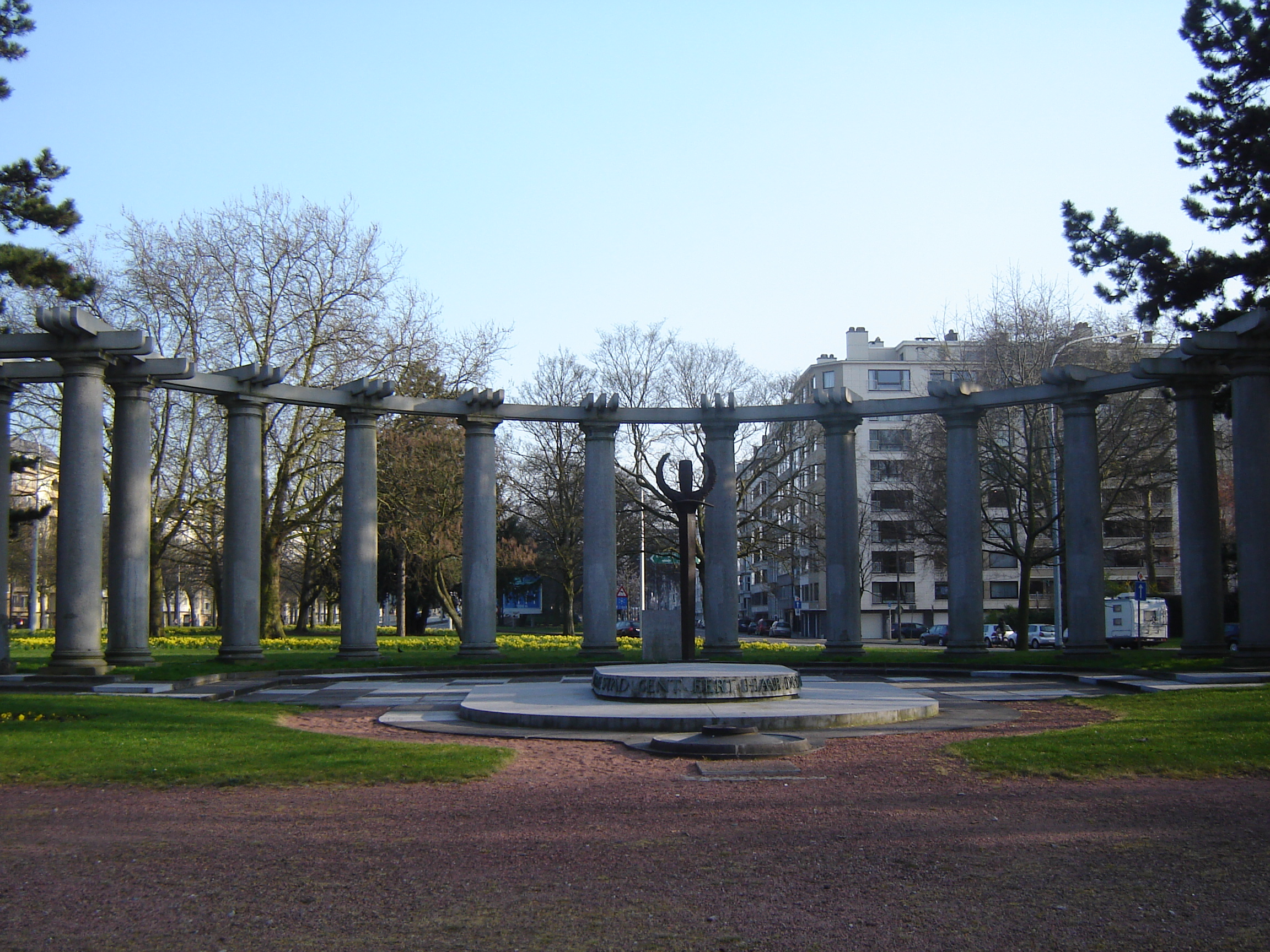
Oorlogsmonument op het Achtmeiplein, aan de zuidkant van het park

Het Koning Albertpark, ook wel Zuidpark, is een stadspark in de Belgische stad Gent. Het park ligt in het zuidoosten van het stadscentrum, tussen het Woodrow Wilsonplein en de afritten van de snelweg B401 die aan het Zuidpark eindigt in de stad. Het is een neobarok park, waar de andere parken in de stad meestal in Engelse landschapsstijl zijn aangelegd.
Na de afbraak in 1928 van het Zuidstation, dat werd vervangen door het station Gent-Sint-Pieters, kwam een grote langwerpige ruimte vrij. In de jaren 30 werd op deze voormalige spoorwegterreinen het Zuidpark aangelegd. Na het overlijden van koning Albert I in 1934, werd het officieel Koning Albertpark genoemd.
Het park was in art-deco-stijl aangelegd, met een strakke geometrie. Op het noordelijk uiteinde werd een art-decopostkantoor opgetrokken, en het park kreeg een muziekkiosk. In 1956 werd daarnaast ook het Propagandacentrum in gebruik genomen, met erbij een administratief gebouw voor de Stedelijke Elektriciteits-, Gas- en Waterdiensten naar ontwerp van Geo Bontinck. Gaston Eysselinck had plannen voor de oprichting van tentoonstellingspaleizen, maar deze werden nooit gerealiseerd. Er kwamen na verloop van tijd in het park onder meer een monument voor koning Albert, een monument voor de gesneuvelden van de wereldoorlogen, een standbeeld van een gekwetste zwaardvechter en een borstbeeld van Karel van de Woestijne, dat later omwille van vandalisme verdween.
Uiteindelijk veranderde het uitzicht en het karakter van het park echter sterk. Waar voor de Tweede Wereldoorlog aan de lanen langs het park nog laagbouw en herenhuizen stonden, werden deze na de oorlog geleidelijk vervangen door kantoor- en flatgebouwen. In 1969-1970 verdween een zuidelijk stuk van het park bij de aanleg van een autosnelweg die er eindigde in het stadscentrum. Dit was de toenmalige E3, nu de B401 die aansluit op de E17. Hierdoor nam ook de verkeersdrukte in de lanen langs het park toe. In het begin van de jaren 90 kwam het Administratief Centrum van de stad in het noorden van het park, waardoor het park visueel werd afgesloten van het Woodrow Wilsonplein. De aanplanting en de perken werden vervangen door minder arbeidsintensieve plantsoenen in de jaren 90, en bij een heraanleg in 2006 verdwenen de laatste art-deco-elementen.